# Пауло Сезар Кажу
Пауло Сезар Ліма (порт. Paulo César Lima, нар. 16 червня 1949, Ріо-де-Жанейро), також відомий як Кажу (порт. Caju) — колишній бразильський футболіст, що грав на позиції нападника. Зірка бразильського футболу, один з найкращих імпровізаторів на полі. Чемпіон світу 1970 року. Чотири рази отримував нагороду найкращого півзахисника Бразилії.

## Клубна кар'єра
Пауло Сезар Ліма народився в фавелах, найбідніших районах півдня Ріо-де-Жанейро.
1967 року, у віці 18 років, він дебютував у команді «Ботафогу» та виграв з клубом чемпіонат штату Ріо-да-Жанейро. У фінальній грі турніру Пауло Сезар забив 3 голи в ворота «Америки», принісши перемогу своїй команді. На наступний рік Пауло Сезар виграв свій другий титул чемпіона штату, а також відсвяткував перемогу в кубку Бразилії. 1971 року, після того, як «Ботафогу», за кілька турів до кінця першості лідирував, але програв кілька матчів і поступився чемпіонством в штаті «Флуміненсе», Пауло Сезар був звинувачений фанатами команди, що вже заздалегідь святкував перемогу і не поважав суперників. Через це Кажу вирішив піти з клубу.
Покинувши «Ботафого», Пауло Сезар перейшов у «Фламенгу», в складі якого дебютував 8 січня 1972 року в матчі зі своїм колишній клубом, «Ботафогу». Гра завершилася внічию 1:1. 20 січня відкрив свій гольовий рахунок, забивши єдиний гол у матчі з «Васко да Гамою». У «Фламенгу» Пауло Сезар отримав своє прізвисько «Кажу», за те що купив машину кольору кеш'ю (порт. Caju).
Після закінчення чемпіонату світу 1974 року, Паулу Сезар поїхав у Францію, де грав за клуб «Марсель», що запропонував вигідні фінансові умови. провівши там сезон, Кажу повернувся до Бразилії, перейшовши «Флуміненсе». Там він став частиною «Триколор-машини», команди, яка двічі поспіль виграла чемпіонат штату та виходила в півфінал чемпіонату Бразилії.
На початку 1977 року Пауло Сезар повернувся на два сезони в «Ботафого». Потім грав за «Греміо», вигравши з командою Чемпіон штату Ріу-Гранді-ду-Сул. Пізніше недовго виступав за «Васко да Гаму» та «Корінтіанс». У «Корінтіансі» став відомий тим, що просив фанатів зібрати йому грошей для отримання кредиту. Після «Корінтіанса» Пауло Сезар з травня по серпень 1981 грав за американський клуб «Каліфорнія Серф», а після провів сезон у французькій команді «Екс».
Завершив кар'єру Пауло Сезар 1983 року в «Греміо», здобувши з клубом перемогу в Кубку Лібертадорес (у фіналі не грав) та міжконтинентальному кубку.

## Виступи за збірну
1967 року дебютував в офіційних матчах у складі національної збірної Бразилії, вийшовши на поле 19 вересня в матчі зі збірною Чилі (1:0).
1970 року поїхав у складі збірної на чемпіонат світу 1970 року у Мексиці. Спочатку він планувався головним тренером команди Маріо Загалло як гравець основи, але потім тренер зрозумів, що гра Пауло Сезара не підходить для схеми команди і відправив його на лаву запасних, внаслідок чого Кажу провів лише 3 гри на турнірі, який бразильці завершили здобуттям свого третього чемпіонського титулу.
За чотири роки Паулу Сезар брав участь в чемпіонаті світу 1974 року у ФРН, де зіграв всі 6 матчів, а бразильці зайняли четверте місце.
Всього протягом кар'єри у національній команді, яка тривала 11 років, провів у формі головної команди країни 58 матчів, забивши 8 голів.

## Статистика

### Клубна
| Чемпіонат | Чемпіонат         | Чемпіонат  | Ліга | Ліга |
| Сезон     | Клуб              | Ліга       | Ігри | Голи |
| Бразилія  | Бразилія          | Бразилія   | Ліга | Ліга |
| --------- | ----------------- | ---------- | ---- | ---- |
| 1971      | «Ботафогу»        | Серія A    | 6    | 1    |
| 1972      | «Фламенго»        | Серія A    | 23   | 4    |
| 1973      | «Фламенго»        | Серія A    | 17   | 2    |
| 1974      | «Фламенго»        | Серія A    | ?    | ?    |
| Франція   | Франція           | Франція    | Ліга | Ліга |
| 1974-75   | «Марсель»         | Дивізіон 1 | 31   | 16   |
| Бразилія  | Бразилія          | Бразилія   | Ліга | Ліга |
| 1975      | «Флуміненсе»      | Серія A    | 22   | 9    |
| 1976      | «Флуміненсе»      | Серія A    | 17   | 2    |
| 1977      | «Ботафогу»        | Серія A    | 17   | 4    |
| 1978      | «Ботафогу»        | Серія A    | 11   | 0    |
| 1979      | «Греміо»          | Серія A    | 5    | 1    |
| 1980      | «Васко да Гама»   | Серія A    | ?    | ?    |
| 1981      | «Корінтіанс»      | Серія A    | ?    | ?    |
| США       | США               | США        | Ліга | Ліга |
| 1981      | «Каліфорнія Серф» | NASL       | 18   | 4    |
| Франція   | Франція           | Франція    | Ліга | Ліга |
| 1982-83   | «Екс»             | Дивізіон 3 | 21   | 3    |
| Бразилія  | Бразилія          | Бразилія   | Ліга | Ліга |
| 1983      | «Греміо»          | Серія A    | ?    | ?    |
| Всього    | Всього            | Всього     | 188  | 46   |

### Збірна
| Збірна Бразилії | Збірна Бразилії | Збірна Бразилії |
| Роки            | Ігри            | Голи            |
| --------------- | --------------- | --------------- |
| 1967            | 1               | 0               |
| 1968            | 5               | 1               |
| 1969            | 4               | 0               |
| 1970            | 10              | 1               |
| 1971            | 5               | 2               |
| 1972            | 3               | 0               |
| 1973            | 9               | 3               |
| 1974            | 10              | 1               |
| 1975            | 0               | 0               |
| 1976            | 0               | 0               |
| 1977            | 10              | 0               |
| Всього          | 57              | 8               |

## Титули і досягнення

### Командні
- Чемпіон штату Ріо-да-Жанейро: 1967, 1968, 1972, 1975, 1976
- Володар кубка Гуанабара: 1967, 1968
- Володар кубка Бразилії: 1968
- Чемпіон світу: 1970
- Володар кубка Рока: 1971
- Чемпіон штату Ріу-Гранді-ду-Сул: 1979
- Володар міжконтинентального кубка: 1983

### Особисті
- Володар Срібного м'яча чемпіонату Бразилії: 1970, 1972, 1976, 1977
- Найкращий бомбардир чемпіонату штату Ріо-да-Жанейро: 1971 (11 голів)